# Atoommodel van Rutherford

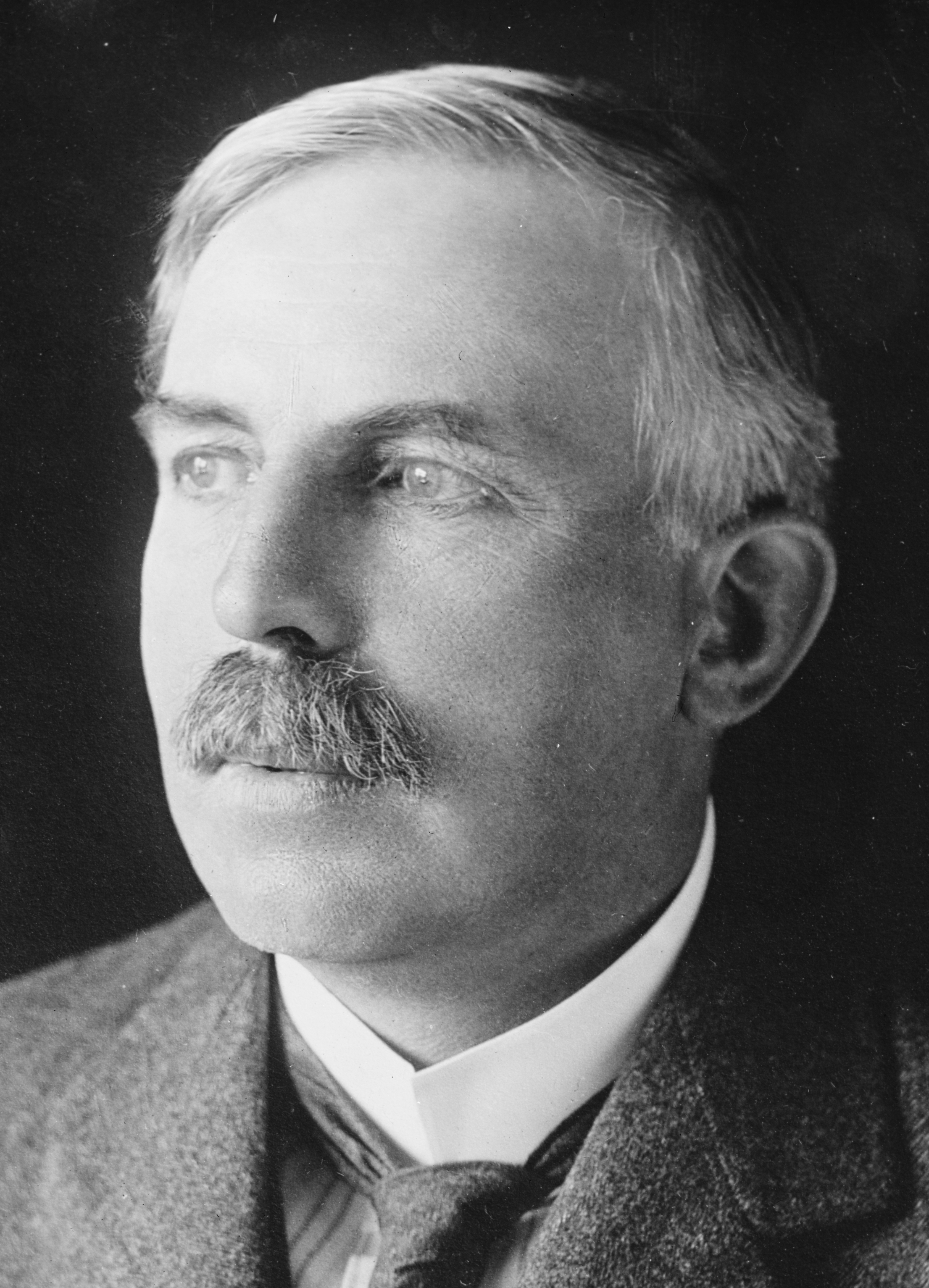
Rutherford

Het atoommodel van Rutherford is een atoommodel opgesteld door en genoemd naar de in Nieuw-Zeeland geboren natuurkundige Ernest Rutherford (1871-1937).
In 1911 publiceerde Rutherford een verklaring voor de resultaten van het Geiger-Marsden-experiment. Rutherford stelde dat het atoom bestond uit een kern met daarin een aantal zware, subatomaire deeltjes met de centrale lading, en daar omheen cirkelend de elektronen. Het atoommodel van Rutherford verving het atoommodel van Thomson maar het model verklaarde nog niet hoe de atoomkern en de elektronenwolk uit deze deeltjes was opgebouwd.
Geiger en Marsden gebruikten in 1909 ioniserende straling om het atoom te onderzoeken. Ze richtten een straal van alfadeeltjes (He2+) met een snelheid van ca. 10% van de lichtsnelheid op een dunne goudfolie, en stelden vast dat een groot deel, zo'n 99,99%, van de alfadeeltjes de goudfolie ongehinderd kon passeren. Een zeer klein deel echter, de resterende 0,01%, werd afgebogen onder een hoek of zelfs volledig teruggekaatst. Rutherford concludeerde hieruit dat het atoom een kleine, massieve kern moest bevatten.
Op basis van deze experimenten stelde Rutherford een atoommodel op, waarin hij het atoom omschreef als een positief geladen kern van protonen met daaromheen een wolk van elektronen in een ijle ruimte. Dit model, met verfijningen door Niels Bohr en anderen, wordt tot heden als het juiste beschouwd.
Rutherfords atoommodel kan geen verklaring geven voor de spectraallijnen in de straling van hete gassen. Het atoommodel van Bohr geeft daarvoor wel een verklaring door aan de elektronen in een atoom een aantal discrete energieniveaus toe te kennen. Ook in het model van Bohr blijft onverklaard dat elektronen, ook op de specifieke energieniveaus, geen straling uitzenden, maar wordt dit eenvoudigweg gepostuleerd.